# 무라트 쟈지코프
무라트 마고메토비치 자지코프(러시아어: Мура́т Магоме́тович Зя́зиков) (1957년 9월 17일 ~ )는 러시아 남부 인구시 공화국의 두 번째 대통령이었던 러시아의 정치인이다. 그는 현재의 키르기스스탄에서 태어났으며 인구시 공화국에서 논란이 많은 정치인이었다.

## 정치 경력
1980년대에 쟈지코프는 KGB의 일원이었고, 후에 FSB의 일원이었다. 1990년대에 그는 인구시 공화국의 안보회의의 일원이 되었고, 2002년 5월 23일, 그는 논란이 많은 상황에서 공화국의 대통령으로 선출되었다. 인구시 공화국과 체첸 공화국과 가까운 지역이기 때문에 쟈지코프는 현 러시아 대통령 및 블라디미르 푸틴 전 총리와 가까운 동맹으로 여겨진다.
2004년 4월 6일, 쟈지코프는 자폭 자동차가 나즈란 근처의 주요 도로에서 그의 자동차 행렬에 부딪혀 가벼운 부상을 입었다. 이때 그는 방탄화 된 메르세데스-벤츠 W140에 탑승하고 있었다. 쟈지코프는 체첸 반군이 2004년 6월 인구시 공화국에서 90명 이상의 사망자를 낸 것을 비난했다.
2006년 2월 27일, 쟈지코프의 장인이자 지방의회 의원인 마고메트 차흐키예프는 나즈란에서 자신의 차가 총에 맞아 충돌한 후 납치되었다. 2006년 3월 30일, 납치범들은 차흐키예프의 석방을 대가로 쟈지코프와 인구시 공화국 검찰총장 마흐무드 알리 칼리마토프가 사임할 것을 요구했다. 그는 2006년 5월 1일 경찰에 의해 풀려났고 보다시피 납치범들에게 어떠한 대가도 지불하지 않았다. 하나 납치범들은 아직 체포되지 않았다..
2007년 3월 23일, 그의 72세 삼촌인 우루스칸 쟈지코프는 4명의 무장 괴한에게 납치되었다..  2007년 3월 29일, 우루스칸 쟈지코프에 대한 귀환에 200,000 루블(대략 77,200 달러)의 포상금이 발표되었다그 시점에서 납치범들은 어떠한 요구도 하지 않았다. 2007년 6월 29일, 쟈지코프는 기자회견에서 그의 삼촌이 아직 살아있다고 발표했다. 그는 납치 사건에 대해 더 이상의 정보를 제공하지 않았다. 베슬란 캄호예프 인구시 공화국 내무장관은 기자회견을 하루 앞두고 사임하고 무사 메도프로 교체됐다. 우루스칸 쟈지코프는 2007년 10월 11일 납치범들에 의해 무사히 풀려났다.
쟈지코프는 인구시 공화국을 괴롭힌 부패와 정치적 불안에 대처하지 못한다는 정부의 비판에 의해 비난을 받아왔다. 야당은 연방군과 지역 경찰, 연합 준군사조직에 의한 납치, 구타, 불법 체포, 용의자 살해로 인한 대중의 분노가 증가하고 있기 때문이라고 보고 있다. 긴장이 고조되는 가운데 쟈지코프는 2008년 3월 정부를 해산하고 추가적인 사회 및 경제 개혁을 요구했다.

## 개인 생활
쟈지코프는 안과 의사인 루이자 마고메토브나 차키예바 (러시아어: Луиза Магометовна Чахкиева)와 결혼하여 3명의 아들을 두고 있다.

## 해임
인터팍스 통신사가 보도한 바에 따르면2008년 10월 30일, 무라트 쟈지코프는 드미트리 메드베데프 러시아 대통령에 의해 해임되었다고 한다.

## 현재 활동
2008년 10월 31일, 쟈지코프는 드미트리 메드베데프의 몇 안 되는 조언자 중 한 명이다. 쟈지코프는 또한 FC 앙구슈트 나즈란의 회장이기도 하다.

## 논란
2008년 8월 31일, 쟈지코프와 같은 비행기를 사용한 후, 언론인 마고메트 예블로예프는 공항에서 체포되었다 예블로예프는 나즈란 경찰 구금 중에 관자놀이에서 총에 맞아 사망했다. 마고메트는 살해되기 몇 주 전에 자신의 생명이 위험하다는 것을 알았고 유럽 연합 국가로 정치적 망명을 계획했던 것으로 알려졌다. 현지 경찰은 예블로예프가 차에 타고 있던 경찰관 중 한 명에게서 돌격소총을 빼앗으려다 총에 맞았다고 주장했다.  인권 단체들은 예블로예프의 죽음에 대한 이 설명을 거부했고, 미 국무부는 살인에 대한 조사와 책임자들이 "일어난 일에 대해 책임을 져야 한다"고 요구했다. 블라디미르 푸틴의 대변인은 조사가 이루어질 것이라고 말했지만, "예블로예프는 체포에 저항했었다"고 덧붙였다. 2008년 여름, 휴먼 라이츠 워치 또한 그 나라의 기록을 조사하고 있었다.

## 업적
- 조국훈장
  - 3급 (2008년 2월 23일) - 길고 알찬 작업의 사회경제적 발전에 탁월한 기여를 한 공로자
  - 4급 (2004년 12월 20일) - 러시아의 국가 지위 강화와 다년간의 정직한 일에 큰 공헌
- 용기훈장, 두 번(1997, 2000)의 인도주의적 활동에 대한 탁월한 기여에 대한 공로(러시아 연방 의회)
- "금배지" (유엔)
- 세르지우스 훈장 2급 (러시아 정교회)
- 알파르 훈장 1급(러시아 무프티스 평의회) - 사회 내 종교 간, 민족 간 평화와 합의를 강화하는 데 중요한 공헌, 이슬람의 정신적, 도덕적, 인간적 가치 개발을 목표로 하는 프로그램 지원, 다민족 및 다민족 러시아 국민 간의 우정 개발
- 국가상 "러시아 공화국 최고 주지사 및 수장"(러시아 정교회 모스크바 총대주교청과 협력한 러시아 전기연구소 전문가 평의회) - 2004년 말 사회경제 및 문화 발전과 국제 관계 강화에 대한 위대한 업적
- 황금 훈장 "러시아의 자부심" (2006년 7월 "조국의 자존심"과 세계인의 영적 단결 국제 아카데미 재단) - 공화국 대통령으로서 엄청난 조직 업무, 조국의 이익을 위한 장기 봉사, 러시아 연방의 청렴성을 위한 노력, 지역 경제 성장과 일자리를 창출하기 위한 조치에 대한 기여
- 제1번 명예  (시민 교사 협회 사무국) - 새로운 러시아 시민의 교육에 대한 탁월한 기여
- 페드로 대왕 훈장 1급 (2004년 3월) - 러시아 국가 발전과 강화에 대한 뛰어난 봉사와 개인적 기여
- 금메달 후원자 (2004년 11월) - 러시아 자선의 영광스러운 전통을 되살리는 데 기여한 공로
- 위대한 승리 - 러시아 국가 강화 및 대승리 60주년 기념과 관련하여 뛰어난 봉사와 개인 공헌 기여
- 훈장 "대조국전쟁 승리 60년" - 시민들의 애국교육에 적극 참여하고 전승기념일 준비 및 수행에 큰 기여를 한 공로

- 루슬란 아우셰프, 인구시 공화국의 전 대통령.
- 유누스 벡 예브쿠로프, 쟈지코프의 후임 대통령
- 마흐무드 알리 칼리마토프, 현 인구시 공화국 원수